# Comício da Candelária
O Comício da Candelária foi uma manifestação política ocorrida em 10 de abril de 1984 na cidade do Rio de Janeiro em frente à Igreja da Candelária. A manifestação deu-se no contexto do movimento das Diretas Já e era considerada a maior manifestação política da história do Brasil até 2015. Estavam presentes ao comício cerca de um milhão de pessoas.
O comício começou a ser preparado treze dias antes da data escolhida. Foram impressos dez milhões de panfletos, 200 mil cartazes e foram utilizados setecentos outdoors para a divulgação da manifestação. Uma conta para arrecadação de fundos foi aberta no Banco do Estado do Rio de Janeiro (BANERJ). O comício foi transmitido pelas emissoras de televisão, incluída a TV Globo, que cedeu trinta minutos da tradicional novela das oito para a emissão do evento.
O evento foi encerrado às 22 horas com o Hino Nacional Brasileiro sendo cantado por toda a multidão liderada pela cantora Fafá de Belém. No total, foram mais de seis horas de comício. Após o comício, alguns político celebraram o êxito do evento a convite de Francisco Recarey na sua casa de espetáculos "Scala". O governador do estado do Rio de Janeiro, Leonel Brizola, acompanhado de cerca de quatrocentas pessoas, festejam num jantar em ritmo de Carnaval com um show de mulatas comandado por Grande Otelo. Outra figura importante presente à festa era o prefeito do município do Rio de Janeiro, Marcelo Alencar, que fechou a noite dançando com uma mulata em topless.
Duas semanas depois, em 25 de abril de 1984, foi derrotada no Congresso Nacional a emenda Dante de Oliveira, que visava a restaurar as eleições diretas para presidente da República. Assim, a decisão da eleição presidencial de 1985 coube aos parlamentares, que elegeram Tancredo Neves.

## Presentes
Estavam presentes ao Comício da Candelária:
- Afonso Arinos - político
- Fafá de Belém - cantora
- Fernando Henrique Cardoso - político
- Franco Montoro - político, governador de São Paulo
- Gerson Camata - político, governador do Espírito Santo
- José Richa - político, governador do Paraná
- Leonel Brizola - político, governador do Rio de Janeiro
- Luiz Inácio Lula da Silva - político e sindicalista
- Maitê Proença - atriz
- Maria Cláudia Maciel - atriz
- Mário Juruna - político
- Miguel Arraes - político
- Osmar Santos - locutor e radialista
- Saturnino Braga - político
- Sobral Pinto - advogado
- Tancredo Neves - político
- Teodorico Ferraço - político
- Ulisses Guimarães - político